# Scintharista magnifica
Scintharista magnifica är en insektsart som beskrevs av Boris Petrovich Uvarov 1922. Scintharista magnifica ingår i släktet Scintharista och familjen gräshoppor. Inga underarter finns listade i Catalogue of Life.